# Oxyrhopus leucomelas
Oxyrhopus leucomelas là một loài rắn trong họ Rắn nước. Loài này được Werner mô tả khoa học đầu tiên năm 1916.